# Cecilia Noguez
Ana Cecilia Noguez Garrido (Ciudad de México, 17 de julio de 1966) es una física mexicana,  catedrática, académica y divulgadora de ciencia. Forma parte de la iniciativa «Niñas STEM, pueden», para promover la ciencia y la tecnología. Es especialista en la interacción de la luz con la materia a escala nanométrica. Fue Directora del Instituto de Física de la Universidad Nacional Autónoma de México (UNAM) durante el periodo 2019 al 2023.

## Estudios y docencia
Estudió la licenciatura en física en la Facultad de Ciencias de la UNAM. En 1993 y 1995, obtuvo una maestría y  un doctorado en ciencias (física) también en la UNAM. De julio de 1995 a 1996, realizó una estancia posdoctoral en el Departamento de Física y Astronomía de la Universidad de Ohio. En 2018, la Universidad Autónoma del Estado de México (UAEMex) le otorgó el doctorado honoris causa.

## Investigadora y académica
Es investigadora en el Instituto de Física de la Universidad Nacional Autónoma de México (UNAM) y desde 1992 es profesora de la Facultad de Ciencias de la misma institución, donde imparte cátedra de electromagnetísmo, mecánica cuántica, física del estado sólido y física computacional en los niveles de licenciatura, maestría y doctorado. Es miembro del Sistema Nacional de Investigadores, la Academia Mexicana de Ciencias y del Consejo Consultivo de Ciencias de la Presidencia de la República.
Ha realizado investigación teórica y computacional para estudiar la interacción entre luz y materia a escala nanométrica. También realizó aportaciones en áreas como la plasmónica, los estudios de nanopartículas metálicas y la física de superficies. Sus trabajos han sido la «base conceptual» para el desarrollo de nanoestructuras plasmónicas y películas bidimensionales para el control de su actividad óptica.

## Premios y distinciones
- Doctorado honoris causa por la Universidad Autónoma del Estado de México en el 2018.[2]
- Premio Nacional de Ciencias en Ciencias Exactas y Naturales 2016.[5]
- Premio Ciudad Capital: Heberto Castillo Martínez en el 2010 del gobierno del Distrito Federal.[6]
- Premio Thomson Reuters Cinvestav 2009.[7]
- Premio de Investigación en Ciencias Exactas de la Academia Mexicana de Ciencias en 2009.[8]
- Distinción Universidad Nacional para Jóvenes Académicos Universidad Nacional Autónoma de México en 2006.[9]
- Premio Weizmann de la Academia Mexicana de Ciencias a Tesis de Doctorado en 1996.[10]
- Medalla Gabino Barreda en el doctorado por la Universidad Nacional Autónoma de México en 1996.[cita requerida]

## Trabajos publicados
- Hidalgo, Francisco; Sánchez-Ochoa, Francisco (2023). 40. «Interlayer angle control of the electronic mini-gaps, band splitting, and hybridization in graphene–WS2 moiré heterostructures». npj 2D Materials and Applications 7. doi:10.1038/s41699-023-00398-w.
- Noguez, Cecilia; Garzón, Ignacio L. (2009). «Optically active metal nanoparticles». Chemical Society Reviews 38 (3): 757-771. doi:10.1039/B800404H.
- Noguez, Cecilia (2007). «Surface Plasmons on Metal Nanoparticles:  The Influence of Shape and Physical Environment». Journal of Physical Chemistry C 111 (10): 3806-3819. doi:10.1021/jp066539m.
- Sosa, Iván O.; Noguez, Cecilia; Barrera, Ruben G. (2003). «Optical Properties of Metal Nanoparticles with Arbitrary Shapes». Journal of Physical Chemistry B 107 (26): 6269-6275. doi:10.1021/jp0274076.